# Cantó d'Annecy-Centre
El cantó d'Annecy-Centre és un cantó del departament francès de l'Alta Savoia, a la regió d'Alvèrnia-Roine-Alps. Està inscrit al districte d'Annecy, compta amb una part del municipi d'Annecy.

## Municipis
- Annecy

## Història
| Data d'elecció                           | Identitat           | Partit              | Qualitat |
| ---------------------------------------- | ------------------- | ------------------- | -------- |
| 1973-1979                                | Charles Bosson      | CD, després UDF-CDS |          |
| 1979-1988                                | Bernard Bosson      | UDF-CDS             |          |
| 1988-1998                                | Jean-Louis Corajoud | UDF-CDS             |          |
| 1998-2000                                | Yvette Martinet     | UDF-FD              |          |
| 2000-                                    | Jean-Luc Rigaut     | UDF, després NC     |          |
| les dades anteriors no són pas conegudes |                     |                     |          |
|                                          |                     |                     |          |